# PAIP2B
PAIP2B (англ. Poly(A) binding protein interacting protein 2B) – білок, який кодується однойменним геном, розташованим у людей на 2-й хромосомі. Довжина поліпептидного ланцюга білка становить 123 амінокислот, а молекулярна маса — 14 237.
| 10         |  | 20         |  | 30         |  | 40         |  | 50         |
| ---------- |  | ---------- |  | ---------- |  | ---------- |  | ---------- |
| MNGSNMANTS |  | PSVKSKEDQG |  | LSGHDEKENP |  | FAEYMWMENE |  | EDFNRQVEEE |
| LQEQDFLDRC |  | FQEMLDEEDQ |  | DWFIPSRDLP |  | QAMGQLQQQL |  | NGLSVSEGHD |
| SEDILSKSNL |  | NPDAKEFIPG |  | EKY        |  |            |  |            |

A: Аланін

C: Цистеїн

D: Аспарагінова кислота

E: Глутамінова кислота

F: Фенілаланін

G: Гліцин

H: Гістидин

I: Ізолейцин

K: Лізин

L: Лейцин

M: Метіонін

N: Аспарагін

P: Пролін

Q: Глутамін

R: Аргінін

S: Серин

T: Треонін

V: Валін

W: Триптофан

Кодований геном білок за функцією належить до репресорів. 
Задіяний у таких біологічних процесах, як регуляція трансляції, ацетилювання. 